# Camille Pouget
Pour les articles homonymes, voir Pouget.
Pas d'image ? Cliquez ici
Camille Pouget, née le 22 octobre 2002, est une grimpeuse française.

## Carrière
Camille Pouget termine deuxième de l'épreuve de difficulté aux Championnats de France d'escalade de 2019 au Pouzin.
Elle est médaillée d'or en difficulté aux Jeux européens de 2023 à Tarnów, devançant sa compatriote Zélia Avezou.